# Heinrich von Manteuffel

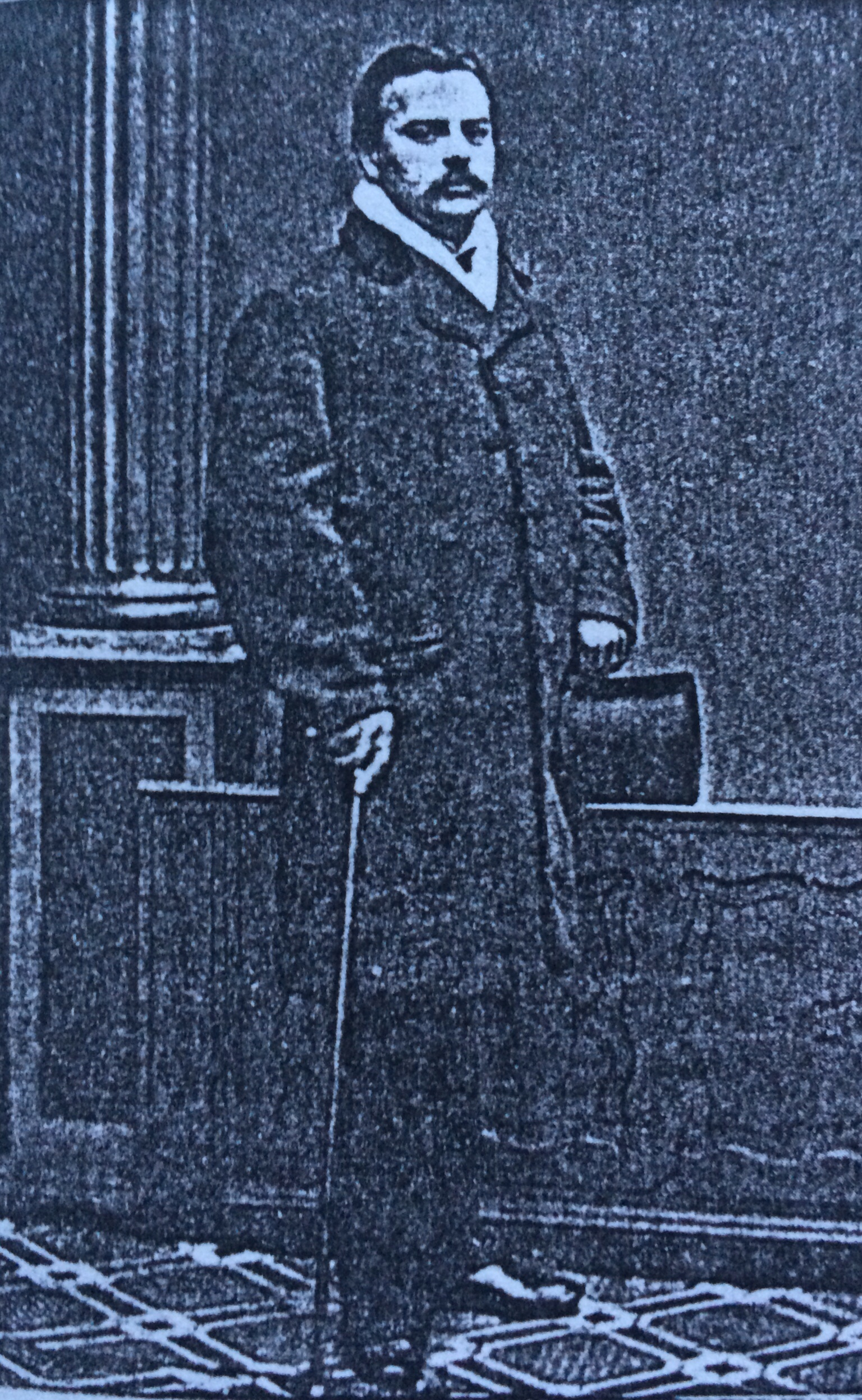
Heinrich von Manteuffel

Heinrich von Manteuffel (* 31. August 1833 in Polzin, Kreis Belgard; † 21. Juli 1900 in Stettin) war Landrat und Mitglied des Deutschen Reichstags.

## Leben
Heinrich war ein Sohn des preußischen Premierleutnants Wilhelm von Manteuffel (1782–1865) aus dem Hause Hohenwardin, Herr auf Gurkow, und dessen Ehefrau Hermine, geborene Listig (1793–1859). Sein ältester Bruder war der preußische Generalleutnant Rudolf von Manteuffel (1817–1903).
Manteuffel besuchte die Gymnasien zu Köslin und Neustettin sowie die Universitäten Berlin und Greifswald. Danach war er erst Gerichtsauskultator und Referendar am Stadtgericht Berlin, dann Regierungsreferendar zu Frankfurt (Oder), auf Weisung des Regierungspräsidenten Münchhausen nach bestandenem Assessorexamen Regierungsassessor in Stettin und Landrat des Kreises Randow seit 1873.
Von 1870 bis 1873 und ab 1885 war er Mitglied des Preußischen Abgeordnetenhauses und ab 1898 war er Mitglied des Deutschen Reichstags für den Wahlkreis Regierungsbezirk Stettin 3 Randow, Greifenhagen und die Deutschkonservative Partei. Beide Mandate endeten mit seinem Tode.

## Familie
Heinrich von Manteuffel vermählte sich 1867 mit Anna von Lindenfels (1842–1915). Die Ehe blieb kinderlos. Er wurde in Altdamm beigesetzt.